# Fabien Doubey
Fabien Doubey (Viriat, 21 ottobre 1993) è un ciclista su strada e ciclocrossista francese che corre per il team TotalEnergies; è professionista dal 2017.

## Palmarès

### Strada
- 2015 (CC Étupes)

4ª tappa Tour Nivernais Morvan (Cercy-la-Tour > La Machine)
- 2016 (CC Étupes)

3ª tappa Tour du Jura (Moirans-en-Montagne > Moirans-en-Montagne)
4ª tappa Tour de Côte d'Or (Digione > Marsannay-la-Côte)
- 2025 (TotalEnergies, una vittoria)

Classifica generale Tour du Rwanda

### Cross
- 2010-2011

Cyclo-cross Nommay
Campionati francesi, Junior
- 2014-2015

1ª prova Coppa di Francia, Under-23 (Besançon)
2ª prova Coppa di Francia, Under-23 (Sisteron)
Campionati francesi, Under-23

## Piazzamenti

### Grandi Giri
- Tour de France

2021: 78º
- Vuelta a España

2023: 36º

### Classiche monumento
- Liegi-Bastogne-Liegi

2017: ritirato
2018: 115º
2019: ritirato
2020: ritirato
2021: 111º
2022: 51º
2024: ritirato
2025: 107º

### Competizioni mondiali
- Campionati del mondo di ciclocross

St. Wendel 2011 - Junior: 2º
Hoogerheide 2014 - Under-23: 20º
Tábor 2015 - Under-23: 14º
Hoogerheide 2023 - Elite: 25º
Liévin 2025 - Elite: 15º

### Competizioni europee
- Campionati europei di ciclocross

Francoforte 2010 - Juniores: 8º
Mladá Boleslav 2013 - Under-23: 8º
Lorsch 2014 - Under-23: 10º